# Eptesicus guadeloupensis
Eptesicus guadeloupensis је врста слепог миша из породице вечерњака (лат. Vespertilionidae).

## Распрострањење
Ареал врсте је ограничен на једну државу. Гваделуп је једино познато природно станиште врсте.

## Угроженост
Ова врста се сматра рањивом у погледу угрожености врсте од изумирања.